# Otto Ballerstedt
Otto Ballerstedt (* 1. April 1887 in München; † 30. Juni 1934 in Neuhimmelreich, Günding, Kreis Dachau) war ein deutscher Ingenieur, Schriftsteller und Politiker. Ballerstedt wurde vor allem bekannt als Führer des partikularistischen Bayernbundes (nicht zu verwechseln mit dem heutigen Bayernbund, der bis 1967 Bayerischer Heimat- und Königsbund hieß), als politischer Rivale von Adolf Hitler in der Anfangszeit seiner politischen Karriere.

## Leben und Wirken

### Frühe Jahre und Erster Weltkrieg
Ballerstedt war der Sohn von Otto Ballerstedt Senior, einem bekannten Redakteur der Münchner Neuesten Nachrichten. und seiner Ehefrau Julie, geborene Lagel. Sein Onkel Max Ballerstedt war ein berühmter Paläontologe.
Nach dem Schulbesuch studierte Ballerstedt Ingenieurwesen an der Technischen Hochschule München. Er schloss als Diplomingenieur für Elektrotechnik ab und arbeitete dann für Brown, Boveri & Cie. in Mannheim.
Am Ersten Weltkrieg nahm Ballerstedt als Offizier teil. Zu Beginn des Krieges verlor er in der Schlacht in Lothringen sein rechtes Auge durch einen Gewehrschuss. Er verbrachte anschließend längere Zeit in einem Lazarett in Straßburg. Die restliche Kriegszeit war er Ausbilder für Skitruppen, zuletzt im Rang eines Oberleutnants.
Während des Krieges trat Ballerstedt erstmals politisch hervor. Im April 1918 forderte er den bayerischen König Ludwig III. angesichts der weitreichenden Gebietsgewinne, die das Deutsche Reich durch den Friedensvertrag von Brest-Litowsk mit Russland erlangte, in einer Bittschrift auf, es nicht zuzulassen, dass die neugewonnenen Territorien an Preußen fallen. Dieses sei innerhalb des Bundes der deutschen Gebiete ohnehin schon viel zu mächtig. Aus diesem Grund sei es geboten, eine Angliederung des Baltikums an Preußen zu verhindern, um das preußische Übergewicht innerhalb der Reichsgemeinschaft nicht noch weiter wachsen zu lassen.

### Bayernbund und Auseinandersetzung mit Hitler
Nach der deutschen Kriegsniederlage im Herbst 1918 gründete Ballerstedt den zeitweise sehr erfolgreichen Bayernbund, eine die regionale Eigenständigkeit und die regionalen Eigenheiten des Landes Bayern betonende politische Organisation, die eine Neuorganisation des Deutschen Reiches auf „streng föderalistischer Grundlage“ anstrebte. Nach der Vorstellung von Ballerstedt – „weiß-blau“ und monarchistisch gesinnt – sollte die Reichseinheit zwar gewahrt bleiben, die innere Autonomie und Selbständigkeit der einzelnen Bundesstaaten jedoch deutlich gestärkt werden.
Als Gründer und Leiter des Bayernbundes war Ballerstedt in den frühen 1920er Jahren eine sehr exponierte Persönlichkeit in der Politik des Freistaates und seiner Hauptstadt. Adolf Hitler, der zu dieser Zeit die politische Bühne betrat, betrachtete den „Separatisten“ – wie er Ballerstedt nannte – als einen Rivalen und lieferte sich eine Zeit lang heftige Auseinandersetzungen mit dem Bayernbund, den er publizistisch angriff und auch physisch attackierte, indem er dessen politische Versammlungen von Schlägertrupps sprengen ließ. Hitler beschrieb Ballerstedt in einem seiner Monologe im Führerhauptquartier während des Zweiten Weltkrieges rückblickend als seinen gefährlichsten Gegenspieler als öffentlicher Redner in der Frühphase seiner Karriere in der ersten Hälfte der 1920er Jahre und rechnete es sich als Verdienst an, sich gegen ihn behauptet zu haben.
Am 14. September 1921 kam es zu einer aufsehenerregenden Konfrontation, als Hitler, Hermann Esser, Oskar Körner und einige andere NSDAP-Anhänger eine von Ballerstedt geleitete Versammlung im Münchener Löwenbräukeller stürmten, um diesen daran zu hindern, einen Vortrag zu halten. Dieses Ziel erreichte Hitler mit drastischen Mitteln: Er griff Ballerstedt tätlich an und verletzte ihn schwer. Deshalb stand Hitler vom 27. bis 29. Januar 1922 wegen Landfriedensbruchs und Körperverletzung vor Gericht und wurde zu einer Freiheitsstrafe von 100 Tagen und Zahlung von 1.000 Reichsmark verurteilt. Die Haftstrafe saß Hitler vom 24. Juni bis 27. Juli 1922 in der Justizvollzugsanstalt München (Stadelheimer Straße) ab; die übrigen 66 Tage wurden ihm erlassen.
Publizistische Angriffe von führenden Nationalsozialisten und der NS-Presse führten zu einer Reihe weiterer gerichtlicher Auseinandersetzungen mit Ballerstedt: Einmal behauptete der Völkische Beobachter, dass Ballerstedt als Ausbilder während des Weltkriegs als „Soldatenschinder“ bekannt gewesen sei; dies sei so weit gegangen, dass einer seiner Rekruten ihm als Reaktion auf Schikanen ein Auge ausgeschlagen habe. In der auf Ballerstedts Betreiben geführten Gerichtsverhandlung wies Ballerstedt nach, dass er seine Augenverwundung 1914 in der Schlacht in Lothringen erlitten hatte, und ehemalige Untergebene gaben zu Protokoll, dass er kein Schinder gewesen sei. In einem zweiten Prozess klagte Ballerstedt gegen den Schriftleiter des Völkischen Beobachters Dietrich Eckart, weil dieser geschrieben hatte, dass Ballerstedt ein Separatist sei und Geld von den Franzosen für seine Betätigung erhalten würde. In der darauf folgenden Gerichtsverhandlung erklärte Eckart, dass ihm ein Auszug der Deutschen Bank vorliege, dass Ballerstedt ein Betrag von 500.000 RM aus Saarbrücken (das damals von den Franzosen besetzt war) überwiesen worden sei. Ballerstedt konnte jedoch nachweisen, dass das Geld ihm von seinem in Saarbrücken lebenden Schwager zum Kauf eines Anwesens in Pasing überwiesen worden war (und nicht von den Franzosen).

### Spätere Lebensjahre und Ermordung
Ab 1925 trat Ballerstedt politisch immer mehr in den Hintergrund. In den frühen 1930er Jahren verlegte er sich auf das Verfassen von photographisch illustrierten Landschafts- und Heimatbüchern.
Am 30. Juni 1934, einen Tag vor dem Antritt einer geplanten Reise nach Österreich, wurde Ballerstedt im Zuge der Röhm-Affäre von mehreren SS-Männern aus der Wohnung in der Bauerstraße 10 in München geholt, wo er bei der Familie des Chemikers Sattler zwei von ihm selbst möblierte Zimmer zur Untermiete bewohnte, und mit einem Kraftwagen aus der Stadt wegtransportiert. Das Entführungskommando hielt in einem Wald in der Gegend von Neuhimmelreich bei Günding, wo es ihn auf einem Waldweg in der Nähe des Amperflusses (Amperauen) durch einen Genickschuss tötete. Der Schuss ging von hinten durch den Kopf und Ballerstedts Glasauge, das infolgedessen herausausfiel.
Die späteren Ermittlungen ergaben, dass Ballerstedts Ermordung gegen 23.30 Uhr erfolgt sein muss. Die Taschenuhr, die Ballerstedt in der Westentasche trug, war nach Angaben seiner Schwester (die seine Effekten später ausgehändigt erhielt) zertrümmert und zeigte diese Zeit an. Es lag daher nach Meinung der Ermittler nahe, dass Ballerstedt bei seiner Erschießung mit der vorderen Körperseite zu Boden fiel und dabei seine Uhr zertrümmerte, was deren sofortigen Stillstand bewirkte.
Einige Personen aus München, die in der Nähe des Tatortes zelteten, hörten die Ankunft des Wagens, mit dem Ballerstedt nach dort gebracht wurde, sowie die Schüsse, die ihn töteten. Nachdem der Wagen sich entfernt hatte, suchten sie die Stelle auf, von der sie die Schussgeräusche kommen gehört hatten, und entdeckten die Leiche. Eine der Personen entfernte sich daraufhin, um vom nahen Elektrizitätswerk aus die Gendarmeriehauptstation in Dachau zu verständigen, während die anderen in der Nähe des Toten blieben. Nach dem Eintreffen einiger Gendarmen am Tatort wurde die Leiche zum Dachauer Friedhof überführt. Nach der Identifizierung durch seinen Schwager und der Ausstellung eines Totenscheins durch das Amtsgericht Dachau wurde Ballerstedt dann in Dachau beerdigt.
Ballerstedts Tod wurde zunächst im Sterberegister von Günding unter Nr. 3 des Jahres 1934 mit Sterbeort beurkundet. Später wurde sein Tod auf Veranlassung der Politischen Polizei noch einmal, diesmal durch das Standesamt Prittlbach, mit dem inkorrekten Sterbeort Prittlbach, Werk Dachau, beurkundet.
Heute erinnert die Ballerstedtstraße in München an Otto Ballerstedt.

## Archivarische Überlieferung
Ballerstedts Nachlass wird im Hauptstaatsarchiv München aufbewahrt. In der Abteilung Kriegsarchiv desselben Archivs befindet sich außerdem seine Offizierspersonalakte aus dem Ersten Weltkrieg.
Im Staatsarchiv München gibt es wiederum eine Akte PDM 10007 der Münchener Polizeidirektion mit Material über die Auseinandersetzungen von Hitler und Ballerstedt in den frühen 1920er Jahren.

## Schriften
- Grosspreussen und Reichszertrümmerung. Der deutsche Partikularismus und Deutschlands Zukunft, 1918.
- Um die Zugspitzbahn. Als Manuskript gedruckt, 1925.
- Aus unserer Bergwelt. Text und Bilder, 1930.
- Die Wunderwelt der Alpen. 71 Abbildungen aus dem Gebiet Oberammergau, 1930.
- Die Gebirgsphotographie. Ein Feld der Freude für Jeden Photographierenden, 1934.